# Saint-Maurice-Montcouronne
Saint-Maurice-Montcouronne és un municipi francès, situat al departament de l'Essonne i a la regió de Illa de França. L'any 2007 tenia 1.577 habitants.
Forma part del cantó de Dourdan, del districte de Palaiseau i de la Comunitat de comunes del País de Limours.

## Demografia

### Població
El 2007 la població de fet de Saint-Maurice-Montcouronne era de 1.577 persones. Hi havia 522 famílies, de les quals 63 eren unipersonals (20 homes vivint sols i 43 dones vivint soles), 153 parelles sense fills, 263 parelles amb fills i 43 famílies monoparentals amb fills.
La població ha evolucionat segons el següent gràfic:
Habitants censats

### Habitatges
El 2007 hi havia 627 habitatges, 531 eren l'habitatge principal de la família, 71 eren segones residències i 26 estaven desocupats. 535 eren cases i 24 eren apartaments. Dels 531 habitatges principals, 479 estaven ocupats pels seus propietaris, 41 estaven llogats i ocupats pels llogaters i 11 estaven cedits a títol gratuït; 2 tenien una cambra, 13 en tenien dues, 34 en tenien tres, 110 en tenien quatre i 372 en tenien cinc o més. 471 habitatges disposaven pel capbaix d'una plaça de pàrquing. A 142 habitatges hi havia un automòbil i a 369 n'hi havia dos o més.

### Piràmide de població
La piràmide de població per edats i sexe el 2009 era:
| Homes | Edats   | Dones |
| ----- | ------- | ----- |
| 0     | 95 o +  | 4     |
| 0     | 90 a 94 | 0     |
| 4     | 85 a 89 | 0     |
| 8     | 80 a 84 | 12    |
| 4     | 75 a 79 | 8     |
| 8     | 70 a 74 | 8     |
| 20    | 65 a 69 | 16    |
| 28    | 60 a 64 | 28    |
| 24    | 55 a 59 | 36    |
| 80    | 50 a 54 | 80    |
| 56    | 45 a 49 | 80    |
| 76    | 40 a 44 | 72    |
| 60    | 35 a 39 | 56    |
| 20    | 30 a 34 | 28    |
| 40    | 25 a 29 | 40    |
| 36    | 20 a 24 | 20    |
| 80    | 15 a 19 | 60    |
| 84    | 10 a 14 | 60    |
| 28    | 5 a 9   | 36    |
| 40    | 0 a 4   | 24    |

## Economia
El 2007 la població en edat de treballar era de 1.080 persones, 796 eren actives i 284 eren inactives. De les 796 persones actives 741 estaven ocupades (384 homes i 357 dones) i 55 estaven aturades (24 homes i 31 dones). De les 284 persones inactives 104 estaven jubilades, 122 estaven estudiant i 58 estaven classificades com a «altres inactius».

### Ingressos
El 2009 a Saint-Maurice-Montcouronne hi havia 545 unitats fiscals que integraven 1.647,5 persones, la mediana anual d'ingressos fiscals per persona era de 28.651 €.

### Activitats econòmiques
Dels 49 establiments que hi havia el 2007, 2 eren d'empreses extractives, 2 d'empreses de fabricació d'altres productes industrials, 7 d'empreses de construcció, 8 d'empreses de comerç i reparació d'automòbils, 3 d'empreses de transport, 1 d'una empresa d'hostatgeria i restauració, 5 d'empreses d'informació i comunicació, 2 d'empreses financeres, 2 d'empreses immobiliàries, 9 d'empreses de serveis, 3 d'entitats de l'administració pública i 5 d'empreses classificades com a «altres activitats de serveis».
Dels 12 establiments de servei als particulars que hi havia el 2009, 1 era un taller de reparació d'automòbils i de material agrícola, 3 paletes, 1 fusteria, 3 electricistes, 1 empresa de construcció, 1 perruqueria i 2 agències immobiliàries.
L'únic establiment comercial que hi havia el 2009 era una floristeria.

## Equipaments sanitaris i escolars
El 2009 hi havia una escola elemental.

## Poblacions més properes
El següent diagrama mostra les poblacions més properes.